# Mirtha Pozzi
Mirtha Pozzi es una compositora y percusionista franco-uruguaya.
Entre la creación contemporánea y la tradición, entre la composición y la percusión, su trabajo generalmente también integra investigaciones y desarrollos en relación con el cuerpo y al lenguaje, así como referencias varias a las culturas precolombinas.

## Biografía
Nacida en Montevideo (Uruguay), su infancia estuvo impregnada de carnavales, disfraces, candombe, y también estudios de piano clásico… Posteriormente, se instaló en Chile, primero en Santiago y luego en Viña del Mar. Siguió estudios de filosofía en la Universidad de Chile, y también se interesó en las culturas autóctonas, especialmente en las alhajas confeccionadas con la técnica de la cera perdida.
En 1974, se trasladó a Francia, donde estudió percusión en el Conservatorio experimental de Pantin (departamento de Sena-San Denis), con Gaston Sylvestre, Jean-Pierre Drouet, y Pablo Cueco. También estudió jazz con Manuel Villarroel y Patricio Villarroel en el Conservatorio de Val d'Yerres (región Isla de Francia). Su encuentro con Luc Ferrari en el Conservatorio de Pantin, la práctica del método Percustra, y los juegos musicales de Guy Reibel, así como los talleres de realización y de improvisación, en el mismo conservatorio, le permitieron mejor expresarse a través de la escritura de la música. Paralelamente, Mirtha también se orientó a la composición y la práctica percusionista, relacionando la voz humana con los sonidos instrumentales. 
La citada artista uruguaya también se relacionó con músicos de jazz y con la música improvisada y electroacústica : François Tusques, Françoise Toullec, Philippe Botta, Jean-Luc Ponthieux, Sylvain Kassap, Tania Pividori, Wilfried Wendling, Nicolas Vérin, Jean-Brice Godet, Patricio Villarroel, Xavier Legasa, Michel Musseau, Brian Roessler, Nathan Hanson… ; así como con los bailarines : Mic Guillaumes, Alex Witzman-Anaya, Isabelle Rivoal… ; y así como con el teatro ecuestre y musical Zíngaro…
También creó espectáculos : « Brisas del Sur » y « Acadacoual » para conjunto vocal y orquesta ; « La serpiente inmortal » y otros mitos precolombinos (basado en escritos de Eduardo Galeano) ; « Intime Résonance » (sobre un poema de Bernard Réquichot).
Y desde 1978, Mirtha vive con Pablo Cueco, con quien planifica y participa en todo tipo de proyectos musicales e interdisciplinarios.

## Discografía
Mirtha Pozzi ha editado sus obras principalmente en la compañía discográfica Buda musique.

### Registros
- Acadacoual - Buda musique / Transes Européennes ;
- La Serpiente inmortal… et autres mythes précolombiens - Buda musique / Transes Européennes ;
- Mirtha Pozzi & Pablo Cueco - Percussions du Monde Buda musique /Musiques du Monde / Universal ;
- Joue des percussions pour Astrapi - Salut les artistes ;
- Improvisations prémédités pour percussions et transformations électroacoustiques - Buda musique / Transes Européennes.

### Participación en los registros
- Racines Pierre Bernard[9]
- Le Bal de la contemporaine[10]
- L’eau / L’oreille en Colimaçon[11]
- Histoire d’Onk de Françoise Toullec[12]
- Couleur absence d’Adrien Politi[13]
- Adi anant de H. Chaurasia et P. Cueco[14]
- Jacinta : Argentine / Rondes, comptines et berceuses[15]

### Producción y realización (con Pablo Cueco)
- Uruguay : tambores del Candombe[16]
- Uruguay: tambores de Candombe n° 2[16]